# جاه ريكي
جاه ريكي (بالفارسية: چاه ريگى) (بالإنجليزية: Chah Rigi)‏، قرية في ناحية صحراء باغ (بالفارسية: بخش صحراى باغ)، قسم عمادده الريفي، مقاطعة لارستان، محافظة فارس، إيران. يبلغ عدد سكانها حسب إحصاء عام 2006 ميلادية 105 نسمة في 21 عائلة.